# Ковалі (Богодухівський район)
Ковалі́ — село в Золочівській громаді Богодухівського району Харківської області України. Населення становить 145 осіб.

## Географічне розташування
Село Ковалі знаходиться за 5 км від річки Уди (правий берег), примикає до села Мартинівка, на відстані 2 км розташовані села Постольне, Петрівка, Одноробівка. Поруч із селом проходить залізниця, найближча станція за 2 км — Сніги. До села примикають невеликі лісові масиви (дуб). Поруч із селом проходить автомобільна дорога Т 2103. У селі бере початок Балка Дохна.

## Історія
За даними на 1862 — хутір Ковалів Золочівської волості Харківського повіту.
12 червня 2020 року, розпорядженням Кабінету Міністрів України № 725-р «Про визначення адміністративних центрів та затвердження територій територіальних громад Харківської області», увійшло до складу Золочівської селищної громади.
19 липня 2020 року, в результаті адміністративно-територіальної реформи та ліквідації Золочівського району, село увійшло до складу Богодухівського району.

## Населення

### Мова
Розподіл населення за рідною мовою за даними перепису 2001 року:
| Мова       | Відсоток |
| ---------- | -------- |
| українська | 93,1%    |
| російська  | 6,9%     |